# MGMT
MGMT (/ɛm-dʒi-ɛm-tiː/) ist eine US-amerikanische Indietronic-Band aus New York. Sie wurde 2002 von den Musikern Andrew VanWyngarden und Ben Goldwasser gegründet.

## Geschichte
VanWyngarden und Goldwasser lernten sich auf der Wesleyan University in Connecticut beim Studium experimenteller Musik kennen und begannen, ihre gemeinsamen Vorstellungen zusammen in Kurzauftritten vor studentischem Publikum umzusetzen. Dabei traten sie regelmäßig innerhalb der Universität auf und spielten auch gemeinsam mit anderen Bands, beispielsweise Bear Hands. Sie nannten sich The Management, später verwendeten sie MGMT, das Disemvoweling des Worts, wobei die vier Buchstaben einzeln ausgesprochen werden. Bei ihrem Universitätsabschluss 2005 hatten sie über ein von Fans gegründetes Studentenlabel eine EP mit sechs Titeln herausgebracht und tourten erst einmal. Als sie eigentlich schon wieder aufgegeben hatten, wurde Rick Rubin vom Majorlabel Sony/Columbia auf die EP der beiden aufmerksam und nahm sie unter Vertrag.
Es wurden weitere Lieder produziert, eine Promotiontour gestartet und schließlich die LP Oracular Spectacular fertiggestellt. Das Titellied der EP Time to Pretend wurde zur ersten Single. Durch Auftritte bei David Letterman und Jools Holland wurde es in USA und Großbritannien bekannt gemacht. Außerdem fand es sich in dem im Frühjahr 2008 angelaufenen Film 21 als Eröffnungslied auf dem Soundtrack wieder, lief in der britischen Fernsehserie Skins – Hautnah und befindet sich, wie auch Of Moons, Birds & Monsters, im Soundtrack des Computer- und Konsolentitels Shaun White Snowboarding von Ubisoft. Electric Feel ist als Remix von der Gruppe Justice auf dem Videospiel Midnight Club: Los Angeles von Rockstar Games zu hören. Single und Album stiegen ab März 2008 international in die Charts ein.
Zudem ist Kids Soundtrack der Fußballsimulation FIFA 09 von Electronic Arts. Derselbe Song ist ebenfalls auf dem Soundtrack des Snowboardfilms That’s It, That’s All und auf dem Skifilm Reasons vertreten.
Jon Salmon aus Los Feliz drehte mit seinen Kommilitonen Abby Fuller und Rafael Pulido einen Video-Clip zum Song Kids, der bei YouTube über 52 Millionen Zugriffe erreichte (Januar 2025).
Ein Nebenprojekt von VanWyngarden ist Blikk Fang mit Kevin Barnes von der Band Of Montreal, in deren Vorprogramm MGMT schon auf Tour gewesen waren.
Das nächste Album mit dem Titel Congratulations wurde am 9. April 2010 veröffentlicht. Bereits am 22. März 2010 hatte die Band das komplette Album als kostenlosen Stream auf ihrer Website bereitgestellt, nachdem das Album in verschiedenen Tauschbörsen aufgetaucht war. Dieses Album wurde von der Kritik größtenteils sehr wohlwollend aufgenommen, die Zeitschrift Musikexpress kürte Congratulations sogar zu ihrem Album des Jahres.
Am 17. September 2013 veröffentlichte MGMT das Album gleichen Namens, nachdem es bereits eine Woche früher auf Rdio als Stream verfügbar gemacht worden war.
Nach über vierjähriger Pause veröffentlichte die Band im Oktober 2017 die Single Little Dark Age, die erste Auskopplung des schließlich im Februar 2018 erschienenen gleichnamigen Albums. Weitere Single-Auskopplungen waren When You Die und Hand It Over. Die Kritiker nahmen das Album überwiegend positiv auf und sahen in ihm eine Rückkehr zum ursprünglichen Synth-Pop-Sound der Band, den sie auf den zwei vorherigen Alben vermisst hatten.
Am 17. Januar 2023 kündigte die Band in ihrem Newsletter neben ihrem ersten Konzert seit fast vier Jahren die geplante Veröffentlichung eines weiteren Albums noch im Jahr 2023 an, das allerdings erst am 23. Februar 2024 erschien.

## Sonstiges
Im Februar 2009 wurde bekannt, dass die Band die Partei des französischen Staatspräsidenten Nicolas Sarkozy (UMP) auf Grund eines Verstoßes gegen das Urheberrecht auf Entschädigungszahlung verklagen wolle. Die Partei hatte ohne die Einwilligung der Band deren Lied Kids mehrfach im Wahlkampf verwendet, wobei nur die Gebühr für eine einmalige Verwendung entrichtet worden war. Eine symbolische Entschädigung durch die PR-Firma Sarkozys von 1,25 Euro lehnte die Band ab.

## Diskografie

### Studioalben
| Jahr | Titel Musiklabel                      | Höchstplatzierung, Gesamtwochen, AuszeichnungChartplatzierungen (Jahr, Titel, Musiklabel, Platzierungen, Wochen, Auszeichnungen, Anmerkungen) | Höchstplatzierung, Gesamtwochen, AuszeichnungChartplatzierungen (Jahr, Titel, Musiklabel, Platzierungen, Wochen, Auszeichnungen, Anmerkungen) | Höchstplatzierung, Gesamtwochen, AuszeichnungChartplatzierungen (Jahr, Titel, Musiklabel, Platzierungen, Wochen, Auszeichnungen, Anmerkungen) | Höchstplatzierung, Gesamtwochen, AuszeichnungChartplatzierungen (Jahr, Titel, Musiklabel, Platzierungen, Wochen, Auszeichnungen, Anmerkungen) | Höchstplatzierung, Gesamtwochen, AuszeichnungChartplatzierungen (Jahr, Titel, Musiklabel, Platzierungen, Wochen, Auszeichnungen, Anmerkungen) | Anmerkungen                              |
| Jahr | Titel Musiklabel                      | DE | AT | CH | UK | US | Anmerkungen                              |
| ---- | ------------------------------------- | --- | --- | --- | --- | --- | ---------------------------------------- |
| 2007 | Oracular Spectacular Columbia Records | DE65 Gold · (9 Wo.)DE | AT72 (1 Wo.)AT | CH68 (22 Wo.)CH | UK8 ×2Doppelplatin · (80 Wo.)UK | US38 ×2Doppelplatin · (111 Wo.)US | Erstveröffentlichung: 2. Oktober 2007    |
| 2010 | Congratulations Columbia Records      | DE15 (4 Wo.)DE | AT5 (5 Wo.)AT | CH5 (6 Wo.)CH | UK4 Silber · (6 Wo.)UK | US2 (12 Wo.)US | Erstveröffentlichung: 13. April 2010     |
| 2013 | MGMT Columbia Records                 | DE44 (1 Wo.)DE | AT29 (1 Wo.)AT | CH15 (4 Wo.)CH | UK45 (1 Wo.)UK | US14 (3 Wo.)US | Erstveröffentlichung: 17. September 2013 |
| 2018 | Little Dark Age Columbia Records      | DE22 (2 Wo.)DE | AT23 (1 Wo.)AT | CH12 (3 Wo.)CH | UK27 (1 Wo.)UK | US35 (2 Wo.)US | Erstveröffentlichung: 9. Februar 2018    |
| 2024 | Loss of Life Mom+Pop                  | DE57 (1 Wo.)DE | — | CH31 (1 Wo.)CH | — | — | Erstveröffentlichung: 23. Februar 2024   |

### Kompilationen
- 2011: Late Night Tales (Late Night Stories)

### Remixalben
- 2011: Congratulations (Remixes)

### EPs
- 2004: We (Don’t) Care
- 2005: Time to Pretend (Cantora Records)
- 2010: Qu’est-ce que c’est la vie, chaton? (Live-EP, Columbia Records)
- 2011: We Hear of Love, of Youth, and of Disillusionment (Live-EP, Columbia Records)

### Singles als Leadmusiker
| Jahr | Titel Album                          | Höchstplatzierung, Gesamtwochen, AuszeichnungChartplatzierungen (Jahr, Titel, Album, Platzierungen, Wochen, Auszeichnungen, Anmerkungen) | Höchstplatzierung, Gesamtwochen, AuszeichnungChartplatzierungen (Jahr, Titel, Album, Platzierungen, Wochen, Auszeichnungen, Anmerkungen) | Höchstplatzierung, Gesamtwochen, AuszeichnungChartplatzierungen (Jahr, Titel, Album, Platzierungen, Wochen, Auszeichnungen, Anmerkungen) | Höchstplatzierung, Gesamtwochen, AuszeichnungChartplatzierungen (Jahr, Titel, Album, Platzierungen, Wochen, Auszeichnungen, Anmerkungen) | Höchstplatzierung, Gesamtwochen, AuszeichnungChartplatzierungen (Jahr, Titel, Album, Platzierungen, Wochen, Auszeichnungen, Anmerkungen) | Anmerkungen                                                  |
| Jahr | Titel Album                          | DE | AT | CH | UK | US | Anmerkungen                                                  |
| ---- | ------------------------------------ | --- | --- | --- | --- | --- | ------------------------------------------------------------ |
| 2008 | Time to Pretend Oracular Spectacular | DE91 (2 Wo.)DE | — | — | UK35 Platin · (31 Wo.)UK | US— ×3DreifachplatinUS | Erstveröffentlichung: 3. März 2008 Re-Release: 30. März 2009 |
| 2008 | Electric Feel Oracular Spectacular   | DE88 (4 Wo.)DE | AT60 (2 Wo.)AT | — | UK22 ×2Doppelplatin · (25 Wo.)UK | US— ×6SechsfachplatinUS | Erstveröffentlichung: 23. Juni 2008                          |
| 2009 | Kids Oracular Spectacular            | DE48 ×3Dreifachgold · (30 Wo.)DE | AT42 (43 Wo.)AT | CH43 (32 Wo.)CH | UK16 ×3Dreifachplatin · (48 Wo.)UK | US91 ×5Fünffachplatin · (6 Wo.)US | Erstveröffentlichung: 13. März 2009                          |

Weitere Singles
- 2007: Weekend Wars
- 2008: Metanoia
- 2010: Flash Delirium
- 2010: Siberian Breaks
- 2010: It’s Working
- 2010: Congratulations
- 2013: Alien Days
- 2013: Your Life Is a Lie
- 2017: Little Dark Age (UK: Gold, US: ×2Doppelplatin )
- 2017: When You Die
- 2018: Hand It Over
- 2018: Me and Michael
- 2019: In the Afternoon
- 2020: As You Move Through the World
- 2023: Mother Nature
- 2023: Bubblegum Dog
- 2024: Nothing to Declare
- 2024: Dancing in Babylon (feat. Christine and the Queens)

### Singles als Gastmusiker
| Jahr | Titel Album                                          | Höchstplatzierung, Gesamtwochen, AuszeichnungChartplatzierungen (Jahr, Titel, Album, Platzierungen, Wochen, Auszeichnungen, Anmerkungen) | Höchstplatzierung, Gesamtwochen, AuszeichnungChartplatzierungen (Jahr, Titel, Album, Platzierungen, Wochen, Auszeichnungen, Anmerkungen) | Höchstplatzierung, Gesamtwochen, AuszeichnungChartplatzierungen (Jahr, Titel, Album, Platzierungen, Wochen, Auszeichnungen, Anmerkungen) | Höchstplatzierung, Gesamtwochen, AuszeichnungChartplatzierungen (Jahr, Titel, Album, Platzierungen, Wochen, Auszeichnungen, Anmerkungen) | Höchstplatzierung, Gesamtwochen, AuszeichnungChartplatzierungen (Jahr, Titel, Album, Platzierungen, Wochen, Auszeichnungen, Anmerkungen) | Anmerkungen                                                         |
| Jahr | Titel Album                                          | DE | AT | CH | UK | US | Anmerkungen                                                         |
| ---- | ---------------------------------------------------- | --- | --- | --- | --- | --- | ------------------------------------------------------------------- |
| 2010 | Pursuit of Happiness Man on the Moon: The End of Day | DE51 Platin · (13 Wo.)DE | AT46 (6 Wo.)AT | CH50 (7 Wo.)CH | UK64 Platin · (8 Wo.)UK | US59 ×2Diamant + Doppelplatin · (3 Wo.)US                                                                                                | Erstveröffentlichung: 25. Januar 2010 Kid Cudi feat. MGMT & Ratatat |

Weitere Gastbeiträge
- 2009: Worm Mountain (The Flaming Lips feat. MGMT)

## Musikvideos
| Jahr | Titel                             | Regie                         |
| ---- | --------------------------------- | ----------------------------- |
| 2005 | Boogie Down                       | Max Goldblatt                 |
| 2005 | Destrokk                          | John Miserendino              |
| 2008 | The Youth                         | Eric Wareheim                 |
| 2008 | Time to Pretend                   | Ray Tintori                   |
| 2008 | Electric Feel                     | Ray Tintori                   |
| 2009 | Kids                              | Ray Tintori                   |
| 2010 | Flash Delirium                    | Andreas Nilsson               |
| 2010 | It’s Working                      | So Me                         |
| 2010 | Congratulations                   | Tom Kuntz                     |
| 2011 | All We Ever Wanted Was Everything | Ned Wenlock                   |
| 2017 | Little Dark Age                   | Nathaniel Axel, David MacNutt |

## Auszeichnungen für Musikverkäufe
| Silberne Schallplatte - Frankreich - 2008: für das Album Oracular Spectacular Goldene Schallplatte - Belgien - 2009: für das Album Oracular Spectacular - 2012: für die Single Pursuit of Happiness - Dänemark - 2020: für die Single Electric Feel - 2020: für die Single Kids - Frankreich - 2022: für die Single Little Dark Age - Italien - 2016: für die Single Kids - 2019: für die Single Time to Pretend - 2019: für die Single Pursuit of Happiness - 2024: für die Single Little Dark Age - Mexiko - 2021: für das Album Little Dark Age - Polen - 2024: für das Album Little Dark Age - Spanien - 2024: für die Single Pursuit of Happiness - 2024: für die Single Time to Pretend - 2025: für die Single Little Dark Age Platin-Schallplatte - Australien - 2008: für das Album Oracular Spectacular - 2008: für die Single Electric Feel - 2012: für die Single Kids - 2013: für die Single Pursuit of Happiness - Brasilien - 2024: für die Single Pursuit of Happiness - Dänemark - 2023: für das Album Oracular Spectacular - 2024: für die Single Pursuit of Happiness - Kanada - 2017: für das Album Oracular Spectacular - 2017: für die Single Time to Pretend - Neuseeland - 2023: für die Single Time to Pretend - Polen - 2023: für die Single Little Dark Age - Spanien - 2024: für die Single Kids | 2× Platin-Schallplatte - Irland - 2008: für das Album Oracular Spectacular - Kanada - 2017: für die Single Electric Feel - Neuseeland - 2022: für das Album Oracular Spectacular 3× Platin-Schallplatte - Kanada - 2017: für die Single Kids - Neuseeland - 2024: für die Single Kids 4× Platin-Schallplatte - Neuseeland - 2024: für die Single Pursuit of Happiness 5× Platin-Schallplatte - Neuseeland - 2025: für die Single Electric Feel |

Anmerkung: Auszeichnungen in Ländern aus den Charttabellen bzw. Chartboxen sind in ebendiesen zu finden.
| Land/RegionAuszeichnungen für Musikverkäufe (Land/Region, Auszeichnungen, Verkäufe, Quellen) | Silber     | Gold       | Platin       | Diamant  | Verkäufe   | Quellen                     |
| -------------------------------------------------------------------------------------------- | ---------- | ---------- | ------------ | -------- | ---------- | --------------------------- |
| Australien (ARIA)                                                                            | —          | —          | 4× Platin4   | —        | 280.000    | aria.com.au                 |
| Belgien (BRMA)                                                                               | —          | 2× Gold2   | —            | —        | 30.000     | ultratop.be                 |
| Brasilien (PMB)                                                                              | —          | —          | Platin1      | —        | 60.000     | pro-musicabr.org.br         |
| Dänemark (IFPI)                                                                              | —          | 2× Gold2   | 2× Platin2   | —        | 200.000    | ifpi.dk                     |
| Deutschland (BVMI)                                                                           | —          | 2× Gold2   | 2× Platin2   | —        | 1.150.000  | musikindustrie.de           |
| Frankreich (SNEP)                                                                            | Silber1    | Gold1      | —            | —        | 140.000    | infodisc.fr snepmusique.com |
| Irland (IRMA)                                                                                | —          | —          | 2× Platin2   | —        | 30.000     | irishcharts.ie              |
| Italien (FIMI)                                                                               | —          | 4× Gold4   | —            | —        | 125.000    | fimi.it                     |
| Kanada (MC)                                                                                  | —          | —          | 7× Platin7   | —        | 560.000    | musiccanada.com             |
| Mexiko (AMPROFON)                                                                            | —          | Gold1      | —            | —        | 30.000     | amprofon.com.mx             |
| Neuseeland (RMNZ)                                                                            | —          | —          | 15× Platin15 | —        | 425.000    | radioscope.co.nz NZ2        |
| Polen (ZPAV)                                                                                 | —          | Gold1      | Platin1      | —        | 60.000     | olis.pl                     |
| Spanien (Promusicae)                                                                         | —          | 3× Gold3   | Platin1      | —        | 150.000    | elportaldemusica.es         |
| Vereinigte Staaten (RIAA)                                                                    | —          | —          | 20× Platin20 | Diamant1 | 30.000.000 | riaa.com                    |
| Vereinigtes Königreich (BPI)                                                                 | Silber1    | —          | 10× Platin10 | —        | 5.260.000  | bpi.co.uk                   |
| Insgesamt                                                                                    | 2× Silber2 | 17× Gold17 | 64× Platin64 | Diamant1 |            |                             |